# Wiciule
Wiciule (biał. Віцюлі; ros. Витюли) − wieś na Białorusi, w obwodzie grodzieńskim, w rejonie oszmiańskim, w sielsowiecie Graużyszki.

## Historia
W czasach zaborów wieś w okręgu i w gminie Graużyszki, w powiecie oszmiańskim, w guberni wileńskiej Imperium Rosyjskiego. W 1866 należała do dóbr Graużyszki (własność Korsaków), liczyła 43 mieszkańców. W 1905 roku wieś liczyła 64 mieszkańców, folwark – 9 mieszkańców.
W latach 1921–1945 wieś i folwark leżały w Polsce, w województwie wileńskim, w powiecie oszmiańskim, w gminie Graużyszki.
W 1931 wieś w 8 domach zamieszkiwało 50 osób, folwark w 2 domach 16 osób.
Wierni należeli do parafii rzymskokatolickiej w Graużyszkach. Miejscowość podlegała pod Sąd Grodzki w Holszanach i Okręgowy w Wilnie; właściwy urząd pocztowy mieścił się w Graużyszkach.